# Sadio Sankharé
Pour les articles homonymes, voir Sankharé.
Sadio Sankharé est un footballeur français d'origine mauritano-sénégalaise, né le 9 juillet 1981 à Paris. Il mesure 1,87 m et évolue au poste de défenseur central au club des Chamois niortais, où il a signé au mercato estival de 2011. Il joue actuellement au club des Chamois niortais, où il a signé au mercato estival de 2011.

## Carrière
- 2002-2004 : ES Thaon  France (CFA2)
- 2004-2005 : US Raon  France (National) (31 matchs)
- 2005-2007 : Grenoble Foot  France (L2) (15 matchs)
- 2007-2009 : Nîmes Olympique  France (National puis Ligue 2) (60 matchs, 1 but)
- 2009-2010 : SO Chambéry Foot  France (CFA 2)
- 2010-2011 : Paris FC  France (National)
- depuis 2011 : Chamois niortais football club  France (National)

## Statistiques
- 35 matchs en L2 (15 à Grenoble, 20 à Nîmes)
- 66 matchs (1 but) en National

Dernière mise à jour : octobre 2009